# Daniel Doré
Daniel Doré (né le 9 avril 1970 à Ferme-Neuve, dans la province de Québec au Canada) est un joueur professionnel canadien de hockey sur glace.

## Carrière de joueur
Tous les dépisteurs voyait en Daniel Doré un joueur avec un immense potentiel. C'est pourquoi les Nordiques de Québec en firent leur premier choix au repêchage de 1988. Après avoir déçu les dirigeants du club québécois lors du camp d'entraînement de l'équipe en 1989, il débuta la saison 1989-90 avec son club junior, les Saguenéens de Chicoutimi dans la Ligue de hockey junior majeur du Québec.
Ayant besoin de renforts, les Nordiques firent appel à ses services. Il joua 16 parties avant d'être retourné à Chicoutimi. Il ne joua qu'une seule autre partie dans la Ligue nationale de hockey, toujours avec les Nordiques. Il prit sa retraite du hockey sur glace en 1994. Par contre, il joua deux autres saisons de roller hockey.

## Statistiques
| Saison    | Équipe                      | Ligue          |    | Saison régulière | Saison régulière | Saison régulière | Saison régulière | Saison régulière |   | Séries éliminatoires | Séries éliminatoires | Séries éliminatoires | Séries éliminatoires | Séries éliminatoires |
| Saison    | Équipe                      | Ligue          | PJ | B                | A                | Pts              | Pun              | PJ               | B | A                    | Pts                  | Pun                  |                      |                      |
| 1985-1986 | Frontaliers de l'Outaouais  | QAAA           | 41 | 8                | 12               | 20               | 60               | -                | - | -                    | -                    | -                    |                      |                      |
| 1986-1987 | Voltigeurs de Drummondville | LHJMQ          | 68 | 23               | 41               | 64               | 229              | 8                | 0 | 1                    | 1                    | 18                   |                      |                      |
| 1987-1988 | Voltigeurs de Drummondville | LHJMQ          | 64 | 24               | 39               | 63               | 218              | 17               | 7 | 11                   | 18                   | 42                   |                      |                      |
| 1988      | Voltigeurs de Drummondville | Coupe Memorial | -  | -                | -                | -                | -                | 3                | 0 | 0                    | 0                    | 4                    |                      |                      |
| 1988-1989 | Voltigeurs de Drummondville | LHJMQ          | 62 | 33               | 58               | 91               | 236              | 4                | 2 | 3                    | 5                    | 14                   |                      |                      |
| 1989-1990 | Saguenéens de Chicoutimi    | LHJMQ          | 24 | 6                | 23               | 29               | 112              | 6                | 0 | 3                    | 3                    | 27                   |                      |                      |
| 1989-1990 | Nordiques de Québec         | LNH            | 16 | 2                | 3                | 5                | 59               | -                | - | -                    | -                    | -                    |                      |                      |
| 1990-1991 | Citadels d'Halifax          | LAH            | 50 | 7                | 10               | 17               | 139              | -                | - | -                    | -                    | -                    |                      |                      |
| 1990-1991 | Nordiques de Québec         | LNH            | 1  | 0                | 0                | 0                | 0                | -                | - | -                    | -                    | -                    |                      |                      |
| 1991-1992 | Monarchs de Greensboro      | ECHL           | 6  | 1                | 0                | 1                | 34               | -                | - | -                    | -                    | -                    |                      |                      |
| 1991-1992 | Citadels d'Halifax          | LAH            | 29 | 4                | 1                | 5                | 45               | -                | - | -                    | -                    | -                    |                      |                      |
| 1992-1993 | Bears de Hershey            | LAH            | 65 | 12               | 10               | 22               | 192              | -                | - | -                    | -                    | -                    |                      |                      |
| 1993-1994 | Wheels de Chatham           | CoHL           | 4  | 1                | 2                | 3                | 13               | -                | - | -                    | -                    | -                    |                      |                      |

## Statistiques de roller hockey
| Saison | Équipe                  | Ligue |    | Saison régulière | Saison régulière | Saison régulière | Saison régulière | Saison régulière |   | Séries éliminatoires | Séries éliminatoires | Séries éliminatoires | Séries éliminatoires | Séries éliminatoires |
| Saison | Équipe                  | Ligue | PJ | B                | A                | Pts              | Pun              | PJ               | B | A                    | Pts                  | Pun                  |                      |                      |
| 1994   | Roadrunners de Montréal | RHI   | 20 | 5                | 12               | 17               | 26               |                  |   |                      |                      |                      |                      |                      |
| 1995   | Roadrunners de Montréal | RHI   | 23 | 5                | 10               | 15               | 120              |                  |   |                      |                      |                      |                      |                      |
| 1996   | Cobras d'Empire State   | RHI   | 7  | 0                | 2                | 2                | 13               |                  |   |                      |                      |                      |                      |                      |

## Transactions
- 14 décembre 1992 : signe un contrat comme agent libre avec les Flyers de Philadelphie.